# 富村镇 (高邑县)
富村镇，是中华人民共和国河北省石家庄市高邑县下辖的一个行政建制镇。

## 行政区划
富村镇下辖以下地区：
西富村、东富村、辛庄村、仓房村、古城村、营儿村、贾村、南焦村、北渎村、西北营村、东北营村、西张村、东张村、西驿头村、东驿头村、宋家庄村、南塔影村、西塔影村、东塔影村和王家村。